# Hagfors (stad)

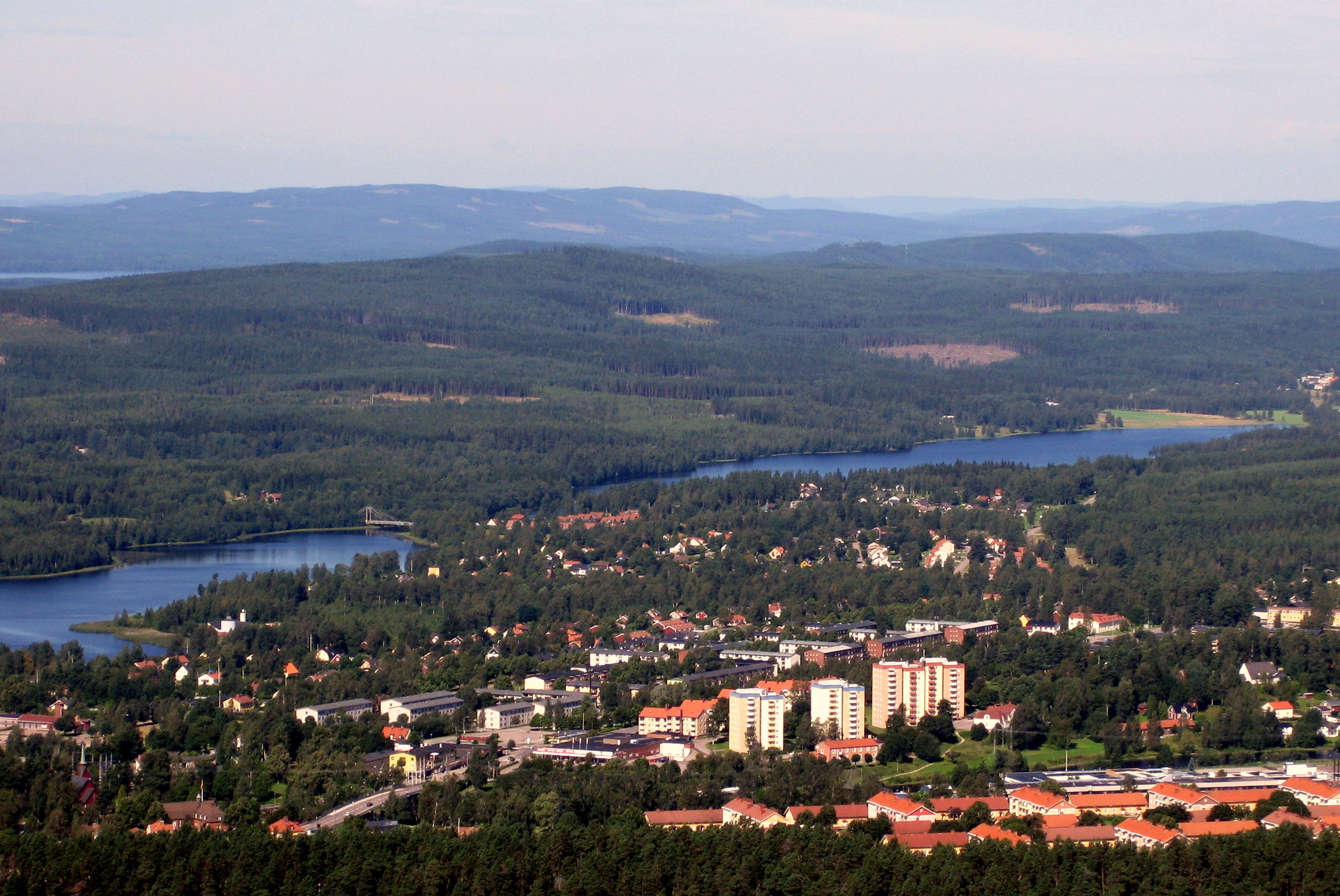
De stad gezien vanaf de uitkijktoren op de Värmullsåsen

Hagfors is de hoofdstad van de gemeente Hagfors in het landschap Värmland en de provincie Värmlands län in Zweden. De stad heeft 5146 inwoners (2010) en een oppervlakte van 611 hectare. De stad ligt aan de rivier de Uvån en het meer Värmullen, op een hoogte van ongeveer 160 meter boven de zeespiegel.

## Geschiedenis
De stad stamt uit 1873 toen er op de plaats waar de stad tegenwoordig ligt twee hoogovens werden gebouwd van de Zweedse staalgigant Uddeholms AB. Dit bedrijf is momenteel nog steeds de grootste private werkgever van de stad. Van 1930 tot 1950 hoorde Hagfors bij de tegenwoordig niet meer bestaande gemeente Norra Råda. Hagfors kreeg pas op 1 januari 1950 stadsrechten, hiermee was het een van de laatste plaatsen in Zweden die stadsrechten kreeg. In 1974 ontstond de gemeente Hagfors, hierin liggen behalve de stad Hagfors ook nog andere plaatsen, de stad Hagfors is hoofdplaats van deze gemeente.
Sinds 1904 heeft Hagfors een kerk, Hagfors kyrka.

## Stadsbeeld
Hagfors heeft twee centra. Aan de noordelijke zijde van de Uvån met onder andere een Systembolaget, een ICA, Coop en een apotheek. Aan de andere zijde van de rivier vindt men een aantal winkelstraatjes met kleinere winkels als kledingzaken. Hier bevindt zich ook het politiekantoor, gemeentehuis en de kerk. Aan de rivier, tussen de twee centra in, bevindt zich een park met daarin een midgetgolfbaan en een restaurant. Vanuit het park kan men over een fietsbrug de bibliotheek bereiken, deze brug heet de 'lellbroa'. De brug die de twee centra verbindt voor het autoverkeer heet onder de lokale bevolking de 'Bôgen'. In de meest noordelijke wijk van de stad (Sund) bevindt zich nog een brug die de stad vroeger verbond met Stjärnsfors en Uddeholm, deze is tegenwoordig alleen voor fietsers toegankelijk.

## Transport
Net buiten de stad is Hagfors Airport gelegen. Op weekdagen zijn er twee vluchten per dag naar Stockholm Arlanda, deze vluchten worden uitgevoerd door de luchtvaartmaatschappij AIS Airlines.
Door de stad loopt länsväg 246 die de stad verbindt met het nabijgelegen Uddeholm en Filipstad. In de stad begint ook länsväg 245 die Hagfors verbindt met Ludvika. Andere wegen in de buurt zijn länsväg 240 naar Kristinehamn en riksväg 62 naar Karlstad en het Noorse Trysil.
Vroeger had Hagfors een station aan de spoorlijn Skoghall - Karlstad - Nordmark. Een groot gedeelte van deze spoorlijn is gesloopt en omgedoopt tot fietspad, het gedeelte tussen Hagfors en Uddeholm is nog intact. Over dit gedeelte kan men tegenwoordig tussen Hagfors en Stjärnsfors met draisines rijden. Het oude station is omgedoopt tot tweedehandswinkel.

## Sport
Hagfors is jaarlijks het decor en de centrale plaats van de Rally van Zweden, de Zweedse ronde van het wereldkampioenschap rally. Dit evenement trekt per jaar rond de 300.000 bezoekers. Hagfors is daarnaast de thuisbasis van de speedwayclub Valsarna, welke twee keer kampioen werd in de hoogste Zweedse divisie. De plaatselijke bowlingclub speelt ook geregeld in de hoogste Zweedse bowling divisie. Ook heeft Hagfors een ijshockeyclub, Viking HC.
Vanuit Hagfors is duidelijk te zien dat er skipistes liggen op de heuvel, pal naast de stad. Dit skigebied is tegenwoordig gesloten. Wel is er nog een langlaufclub actief, zij beoefenen hun sport in het skidstadion niet ver van de skipistes.

## Cultuur
In de stad bevindt zich het 'Musik- och Kulturhuset Hagfors', hier worden geregeld evenementen georganiseerd zoals theater, muziek en tentoonstellingen. In het noorden van de stad is een bioscoop gevestigd. Daarnaast bevindt zich in Hagfors een industrie- en spoorwegmuseum waar oude treinen, loodsen en werkplaatsen te bezichtigen zijn. In een restaurant is een klein museum opgesteld ter ere van de in Hagfors geboren actrice en zangeres Monica Zetterlund.

## Geboren in Hagfors
- Monica Zetterlund, zangeres en actrice
- Christer Sjögren, zanger